# Itzy
Itzy (koreanisch 있지) ist eine südkoreanische Girlgroup der vierten K-Pop-Generation, die 2019 von JYP Entertainment gegründet wurde. Die Gruppe debütierte offiziell am 12. Februar 2019 mit der Single Dalla Dalla (달라달라). Der offizielle Fanclub-Name lautet Midzy.

## Geschichte
Im August 2018 bestätigte JYP Entertainment erstmals offiziell, dass die Gründung einer neuen Girlgroup bevorstehe. Ryujin, bekannt durch ihre Teilnahme an der Castingshow Mixnine sowie als das Mädchen mit dem Kuchen aus dem Love Yourself Highlight Reel Kurzfilm der Boygroup BTS, wurde als erstes Mitglied der Gruppe genannt. Weitere Details wurden nicht veröffentlicht.
Am 14. Januar 2019 bestätigte JYP Entertainment Berichte, nach denen die neue Gruppe bereits das Musikvideo zu ihrer Debütsingle gedreht habe. Außerdem wurden zwei weitere Mitglieder vorgestellt: Chaeryeong und Yeji. Chaeryeong hatte bereits zusammen mit ihrer Schwester, IZ*ONEs Chaeyeon, an den Castingshows K-Pop Star und Sixteen teilgenommen. Yeji war Teilnehmerin an der SBS-Show The Fan. Am 21. Januar veröffentlichte die Agentur ein Video, das die komplette Gruppe, inklusive der beiden bisher unbekannten Mitglieder Lia und Yuna, und den Namen der Gruppe zeigt: Itzy.
Am 12. Februar debütierte Itzy offiziell mit der Single Dalla Dalla (달라달라) und dem digitalen Single-Album IT’z Different. Das Musikvideo zu Dalla Dalla wurde bereits einen Tag vorher veröffentlicht und stellte mit 13.933.725 Aufrufen in den ersten 24 Stunden einen neuen Rekord für ein K-Pop Debütvideo auf. Mit Dalla Dalla gelang der Gruppe gleich ihr erster Sieg bei einer Musikshow.
Am 29. Juli 2019 veröffentlichte die Gruppe ihre erste EP IT’z ICY zusammen mit der Single ICY.
Am 9. März 2020 veröffentlichte die Gruppe ihre zweite EP IT’z ME mit dem Titel Wannabe.
Am 17. August 2020 veröffentlichte die Gruppe ihre dritte EP Not Shy mit dem Titel Not Shy. Im Januar 2021 erschien das Album Not Shy (English Ver.) mit englischen Versionen aller zuvor veröffentlichten Singles.
Am 30. April 2021 erschien die vierte EP der Gruppe, Guess Who mit der Single In the Morning (마.피.아. In the morning).
Mit Crazy in Love erschien am 24. September 2021 Itzys erstes Album mit der Single Loco.

## Mitglieder
| Bild (2019) | Name            | Geburtsname            | Geburtstag (Alter)    | Geburtsort | Position                                    |
| ----------- | --------------- | ---------------------- | --------------------- | ---------- | ------------------------------------------- |
|             | Yeji 예지       | Hwang Ye-ji 황예지     | 26. Mai 2000 (25)     | Jeonju     | Team leader Lead Vocal, Main Dance, Sub Rap |
|             | Lia 리아        | Choi Ji-su 최지수      | 21. Juli 2000 (25)    | Incheon    | Main Vocal, Sub Rap                         |
|             | Ryujin 류진     | Shin Ryu-jin 신류진    | 17. April 2001 (24)   | Chuncheon  | Sub Vocal, Lead Dance, Main Rap             |
|             | Chaeryeong 채령 | Lee Chae-ryeong 이채령 | 5. Juni 2001 (24)     | Yongin     | Sub Vocal, Main Dance, Sub Rap              |
|             | Yuna 유나       | Shin Yu-na 신유나      | 9. Dezember 2003 (21) | Suwon      | Sub Vocal, Lead Dance, Lead Rap             |

## Diskografie

### Studioalben
| Jahr | Titel Musiklabel                         | Höchstplatzierung, Gesamtwochen, AuszeichnungChartplatzierungen (Jahr, Titel, Musiklabel, Platzierungen, Wochen, Auszeichnungen, Anmerkungen) | Höchstplatzierung, Gesamtwochen, AuszeichnungChartplatzierungen (Jahr, Titel, Musiklabel, Platzierungen, Wochen, Auszeichnungen, Anmerkungen) | Höchstplatzierung, Gesamtwochen, AuszeichnungChartplatzierungen (Jahr, Titel, Musiklabel, Platzierungen, Wochen, Auszeichnungen, Anmerkungen) | Anmerkungen                                                  |
| Jahr | Titel Musiklabel                         | KR | JP | US | Anmerkungen                                                  |
| ---- | ---------------------------------------- | --- | --- | --- | ------------------------------------------------------------ |
| 2021 | Crazy in Love JYP Entertainment, Dreamus | KR1 ×2Doppelplatin · (40 Wo.)KR | JP8 (6 Wo.)JP | US11 (2 Wo.)US | Erstveröffentlichung: 24. September 2021 Verkäufe: + 500.000 |
| 2023 | Ringo Warner Music Japan                 | — | JP7 (11 Wo.)JP | — | Erstveröffentlichung: 18. Oktober 2023                       |
| 2024 | Born to Be Warner Music Japan            | KR1 ×2Doppelplatin · (12 Wo.)KR | JP22 (3 Wo.)JP | US62 (1 Wo.)US | Erstveröffentlichung: 8. Januar 2024 Verkäufe: + 500.000     |

### Kompilationen
| Jahr | Titel Musiklabel             | Höchstplatzierung, Gesamtwochen, AuszeichnungChartsChartplatzierungen (Jahr, Titel, Musiklabel, Platzierungen, Wochen, Auszeichnungen, Anmerkungen) | Anmerkungen                             |
| Jahr | Titel Musiklabel             | JP | Anmerkungen                             |
| ---- | ---------------------------- | --- | --------------------------------------- |
| 2021 | It’z Itzy Warner Music Japan | JP4 (19 Wo.)JP | Erstveröffentlichung: 22. Dezember 2021 |

### EPs
| Jahr | Titel Musiklabel                      | Höchstplatzierung, Gesamtwochen, AuszeichnungChartplatzierungen (Jahr, Titel, Musiklabel, Platzierungen, Wochen, Auszeichnungen, Anmerkungen) | Höchstplatzierung, Gesamtwochen, AuszeichnungChartplatzierungen (Jahr, Titel, Musiklabel, Platzierungen, Wochen, Auszeichnungen, Anmerkungen) | Höchstplatzierung, Gesamtwochen, AuszeichnungChartplatzierungen (Jahr, Titel, Musiklabel, Platzierungen, Wochen, Auszeichnungen, Anmerkungen) | Höchstplatzierung, Gesamtwochen, AuszeichnungChartplatzierungen (Jahr, Titel, Musiklabel, Platzierungen, Wochen, Auszeichnungen, Anmerkungen) | Höchstplatzierung, Gesamtwochen, AuszeichnungChartplatzierungen (Jahr, Titel, Musiklabel, Platzierungen, Wochen, Auszeichnungen, Anmerkungen) | Anmerkungen                                                   |
| Jahr | Titel Musiklabel                      | KR | JP | DE | CH | US | Anmerkungen                                                   |
| ---- | ------------------------------------- | --- | --- | --- | --- | --- | ------------------------------------------------------------- |
| 2019 | It’z Icy JYP Entertainment            | KR3 (97 Wo.)KR | JP12 (3 Wo.)JP | — | — | — | Erstveröffentlichung: 29. Juli 2019                           |
| 2020 | It’z Me JYP Entertainment             | KR1 (64 Wo.)KR | JP13 (2 Wo.)JP | — | — | — | Erstveröffentlichung: 9. März 2020                            |
| 2020 | Not Shy JYP Entertainment, Dreamus    | KR1 Platin · (49 Wo.)KR | JP8 (5 Wo.)JP | — | — | — | Erstveröffentlichung: 17. August 2020 Verkäufe: + 250.000     |
| 2021 | Guess Who JYP Entertainment           | KR2 Platin · (26 Wo.)KR | JP6 (5 Wo.)JP | — | — | US148 (1 Wo.)US | Erstveröffentlichung: 30. April 2021 Verkäufe: + 250.000      |
| 2021 | What’z Itzy Warner Music Japan        | — | — | — | — | — | Erstveröffentlichung: 1. September 2021                       |
| 2022 | Checkmate JYP Entertainment           | KR1 Diamant · (13 Wo.)KR | — | — | — | US8 (3 Wo.)US | Erstveröffentlichung: 15. Juli 2022 Verkäufe: + 1.000.000     |
| 2022 | Cheshire JYP Entertainment            | KR1 Diamant · (8 Wo.)KR | — | — | — | US25 (2 Wo.)US | Erstveröffentlichung: 30. November 2022 Verkäufe: + 1.000.000 |
| 2023 | Kill My Doubt JYP Entertainment       | KR1 Diamant · (5 Wo.)KR | JP22 (5 Wo.)JP | DE38 (2 Wo.)DE | CH89 (1 Wo.)CH | US23 (2 Wo.)US | Erstveröffentlichung: 31. Juli 2023 Verkäufe: + 1.000.000     |
| 2024 | Gold JYP Entertainment                | KR3 ×2Doppelplatin · (13 Wo.)KR | JP12 (5 Wo.)JP | — | — | US60 (1 Wo.)US | Erstveröffentlichung: 15. Oktober 2024 Verkäufe: + 500.000    |
| 2025 | Girls Will Be Girls JYP Entertainment | KR2 Platin · (… Wo.)KR | JP20 (… Wo.)JP | — | — | — | Erstveröffentlichung: 9. Juni 2025 Verkäufe: + 250.000        |

### Single-Alben
| Jahr | Titel Musiklabel                         | Höchstplatzierung, Gesamtwochen, AuszeichnungChartsChartplatzierungen (Jahr, Titel, Musiklabel, Platzierungen, Wochen, Auszeichnungen, Anmerkungen) | Anmerkungen                            |
| Jahr | Titel Musiklabel                         | KR | Anmerkungen                            |
| ---- | ---------------------------------------- | --- | -------------------------------------- |
| 2019 | It’z Different JYP Entertainment         | — | Erstveröffentlichung: 12. Februar 2019 |
| 2021 | Not Shy (English Ver.) JYP Entertainment | — | Erstveröffentlichung: 22. Januar 2021  |

### Singles
| Jahr | Titel Album                                         | Höchstplatzierung, Gesamtwochen, AuszeichnungChartplatzierungen (Jahr, Titel, Album, Platzierungen, Wochen, Auszeichnungen, Anmerkungen) | Höchstplatzierung, Gesamtwochen, AuszeichnungChartplatzierungen (Jahr, Titel, Album, Platzierungen, Wochen, Auszeichnungen, Anmerkungen) | Höchstplatzierung, Gesamtwochen, AuszeichnungChartplatzierungen (Jahr, Titel, Album, Platzierungen, Wochen, Auszeichnungen, Anmerkungen) | Anmerkungen                              |
| Jahr | Titel Album                                         | KR | JP | US | Anmerkungen                              |
| ---- | --------------------------------------------------- | --- | --- | --- | ---------------------------------------- |
| 2019 | Dalla Dalla (달라달라) It’z Different               | KR2 Platin (Streaming) · (40 Wo.)KR | JP— Gold (Streaming)JP | — | Erstveröffentlichung: 12. Februar 2019   |
| 2019 | Icy It’z Icy                                        | KR11 (18 Wo.)KR | JP— Gold (Streaming)JP | — | Erstveröffentlichung: 29. Juli 2019      |
| 2020 | Wannabe It’z Me                                     | KR6 (30 Wo.)KR | JP— Platin (Streaming)JP | US— GoldUS | Erstveröffentlichung: 9. März 2020       |
| 2020 | Not Shy                                             | KR9 (16 Wo.)KR | JP— Gold (Streaming)JP | — | Erstveröffentlichung: 17. August 2020    |
| 2021 | In the Morning (마.피.아. In the morning) Guess Who | KR10 (17 Wo.)KR | — | — | Erstveröffentlichung: 30. April 2021     |
| 2021 | Loco Crazy in Love                                  | KR28 (10 Wo.)KR | — | — | Erstveröffentlichung: 24. September 2021 |
| 2022 | Sneakers Checkmate                                  | KR5 (28 Wo.)KR | — | — | Erstveröffentlichung: 15. Juli 2022      |
| 2022 | Cheshire                                            | KR89 (1 Wo.)KR | — | — | Erstveröffentlichung: 30. November 2022  |
| 2022 | Voltage Ringo                                       | — | JP3 (17 Wo.)JP | — | Erstveröffentlichung: 6. April 2022      |
| 2022 | Blah Blah Blah Ringo                                | — | JP3 (15 Wo.)JP | — | Erstveröffentlichung: 5. Oktober 2022    |
| 2022 | Boys Like You Cheshire                              | — | — | — | Erstveröffentlichung: 21. Oktober 2022   |
| 2023 | Cake Kill My Doubt                                  | KR22 (17 Wo.)KR | — | — | Erstveröffentlichung: 31. Juli 2023      |
| 2023 | Ringo                                               | — | — | — | Erstveröffentlichung: 2023               |
| 2024 | Untouchable Born to Be                              | KR93 (6 Wo.)KR | — | — | Erstveröffentlichung: 8. Januar 2024     |
| 2024 | Algorhythm –                                        | — | JP3 (16 Wo.)JP | — | Erstveröffentlichung: 15. Mai 2024       |

### Auszeichnungen für Musikverkäufe
Anmerkung: Auszeichnungen in Ländern aus den Charttabellen bzw. Chartboxen sind in ebendiesen zu finden.
| Land/RegionAuszeichnungen für Musikverkäufe (Land/Region, Auszeichnungen, Verkäufe, Quellen) | Gold     | Platin       | Diamant     | Verkäufe  | Quellen        |
| -------------------------------------------------------------------------------------------- | -------- | ------------ | ----------- | --------- | -------------- |
| Japan (RIAJ)                                                                                 | 3× Gold3 | Platin1      | —           | —         | riaj.or.jp     |
| Südkorea (KMCA)                                                                              | —        | 10× Platin10 | 3× Diamant3 | 5.250.000 | circlechart.kr |
| Vereinigte Staaten (RIAA)                                                                    | Gold1    | —            | —           | 500.000   | riaa.com       |
| Insgesamt                                                                                    | 4× Gold4 | 11× Platin11 | 3× Diamant3 |           |                |

## Auszeichnungen

### Preisverleihungen
2019
- Brand of the Year Awards – Rookie Female Idol[11]
- M2 X Genie Music Awards – The Female New Artist[12]
- Soribada Best K-Music Awards – Rookie Award[13]
- V Live V Heartbeat Awards – V Live Global Rookie Top 5[14]
- Asia Artist Awards – Rookie Award[15]
- Melon Music Awards – New Artist of the Year (Female)[16]
- Mnet Asian Music Awards – Best New Female Artist[17]
- KBrasil Music Awards – Best New Female Artist[18]

2020
- Korea First Brand Awards – New Female Artist[19]
- Golden Disc Awards[20]
  - Digital Bonsang für Dalla Dalla
  - Best New Artist
- Gaon Chart Music Awards – New Artist of the Year (digital)[21]
- Seoul Music Awards – Rookie Award[22]
- The Fact Music Awards – Next Leader Award[23]
- Soribada Best K-Music Awards – Artist Award[24]
- Asia Artist Awards[25]
  - Hot Issue Award
  - AAA Choice
- The Fact Music Awards – Best Performer[26]

2021
- Golden Disc Awards – Digital Bonsang für Wannabe[27]
- Gaon Chart Music Awards – World K-Pop Rookie[28]
- Seoul Music Awards – Discovery of the Year[29]
- The Fact Music Awards – Artist of the Year[30]
- Asia Artist Awards – AAA Best Musician[31]

### Musikshows
| Jahr | Datum       | Titel          |
| ---- | ----------- | -------------- |
| 2019 | 24. Februar | Dalla Dalla    |
| 2019 | 3. März     | Dalla Dalla    |
| 2019 | 10. März    | Dalla Dalla    |
| 2019 | 11. August  | Icy            |
| 2019 | 25. August  | Icy            |
| 2020 | 22. März    | Wannabe        |
| 2020 | 29. März    | Wannabe        |
| 2020 | 5. April    | Wannabe        |
| 2021 | 16. Mai     | In the Morning |
| 2021 | 10. Oktober | Loco           |

| Jahr | Datum         | Titel          |
| ---- | ------------- | -------------- |
| 2019 | 7. März       | Dalla Dalla    |
| 2019 | 8. August     | Icy            |
| 2019 | 22. August    | Icy            |
| 2020 | 19. März      | Wannabe        |
| 2020 | 26. März      | Wannabe        |
| 2020 | 2. April      | Wannabe        |
| 2020 | 3. September  | Not Shy        |
| 2020 | 10. September | Not Shy        |
| 2020 | 17. September | Not Shy        |
| 2021 | 6. Mai        | In the Morning |
| 2021 | 13. Mai       | In the Morning |
| 2021 | 14. Oktober   | Loco           |

| Jahr | Datum      | Titel          |
| ---- | ---------- | -------------- |
| 2019 | 8. März    | Dalla Dalla    |
| 2019 | 15. März   | Dalla Dalla    |
| 2019 | 16. August | Icy            |
| 2019 | 23. August | Icy            |
| 2020 | 28. August | Not Shy        |
| 2021 | 14. Mai    | In the Morning |
| 2021 | 8. Oktober | Loco           |

| Jahr | Datum       | Titel          |
| ---- | ----------- | -------------- |
| 2019 | 21. Februar | Dalla Dalla    |
| 2019 | 7. August   | Icy            |
| 2019 | 14. August  | Icy            |
| 2019 | 21. August  | Icy            |
| 2020 | 25. März    | Wannabe        |
| 2020 | 1. April    | Wannabe        |
| 2020 | 26. August  | Not Shy        |
| 2021 | 12. Mai     | In the Morning |

| Jahr | Datum       | Titel       |
| ---- | ----------- | ----------- |
| 2019 | 23. Februar | Dalla Dalla |
| 2019 | 9. März     | Dalla Dalla |
| 2019 | 10. August  | Icy         |
| 2019 | 17. August  | Icy         |
| 2019 | 24. August  | Icy         |